# Estação El Bosque
A Estação El Bosque das estações do Metrô de Santiago, situada em Santiago, entre a Estação La Cisterna e a Estação Observatorio. Faz parte da Linha 2.
Foi inaugurada em 27 de novembro de 2023. Localiza-se no cruzamento da Avenida Padre Hurtado com a Rua Ernesto Riquelme. Atende a comuna de El Bosque.